# 水王蛇屬
水王蛇屬（學名：Hydrodynastes）是蛇亞目游蛇科異齒蛇亞科下的一個蛇屬，目前有2個物種已被確認。

## 物種
- Hydrodynastes bicinctus
- 巴西水王蛇（Hydrodynastes gigas）